# Železné
Železné (dříve a v horském nářečí Železný) je obec v okrese Brno-venkov v Jihomoravském kraji. Rozkládá se v Boskovické brázdě, přibližně 2 km severovýchodně od Tišnova. Žije zde 631 obyvatel.

## Historie
První písemná zmínka o obci pochází z roku 1239. V letech 1980–1990 bylo Železné součástí Tišnova.
V bývalé tzv. houbárně (žampionárně) jižně od intravilánu začala v létě 1989 výroba nápojů Pepsi-Cola, Amazonia a 7 Up, kterou zajišťovala pobočka JZD Agrokombinátu Slušovice. Provoz byl slavnostně zahájen 28. července 1989. Tato továrna jako první ze zemí RVHP stáčela nápoje do 1,5litrových PET lahví.

## Obyvatelstvo
| Rok            | 1869 | 1880 | 1890 | 1900 | 1910 | 1921 | 1930 | 1950 | 1961 | 1970 | 1980 | 1991 | 2001 | 2011 | 2021 |
| -------------- | ---- | ---- | ---- | ---- | ---- | ---- | ---- | ---- | ---- | ---- | ---- | ---- | ---- | ---- | ---- |
| Počet obyvatel | 248  | 253  | 258  | 255  | 298  | 327  | 302  | 271  | 290  | 281  | 254  | 266  | 300  | 416  | 509  |
| Počet domů     | 37   | 43   | 44   | 46   | 52   | 58   | 62   | 64   | 69   | 69   | 70   | 97   | 87   | 129  | 170  |

Vývoj počtu obyvatel

## Pamětihodnosti
- Kaple svatého Václava
- Památník obětem první světové války
- 5 křížů